# Escut de Llobera
L'escut oficial de Llobera té el següent blasonament:
Escut caironat: d'or, un llop de sable acompanyat al cap de 2 estrelles d'atzur. Per timbre, una corona mural de poble.

## Història
Va ser aprovat el 2 d'abril de 1993 i publicat en el DOGC el 21 d'abril del mateix any amb el número 1735.
El llop és un senyal parlant referit al nom del poble. Les dues estrelles són un element tradicional dels segells i escuts del municipi.